# Sparda-Bank West

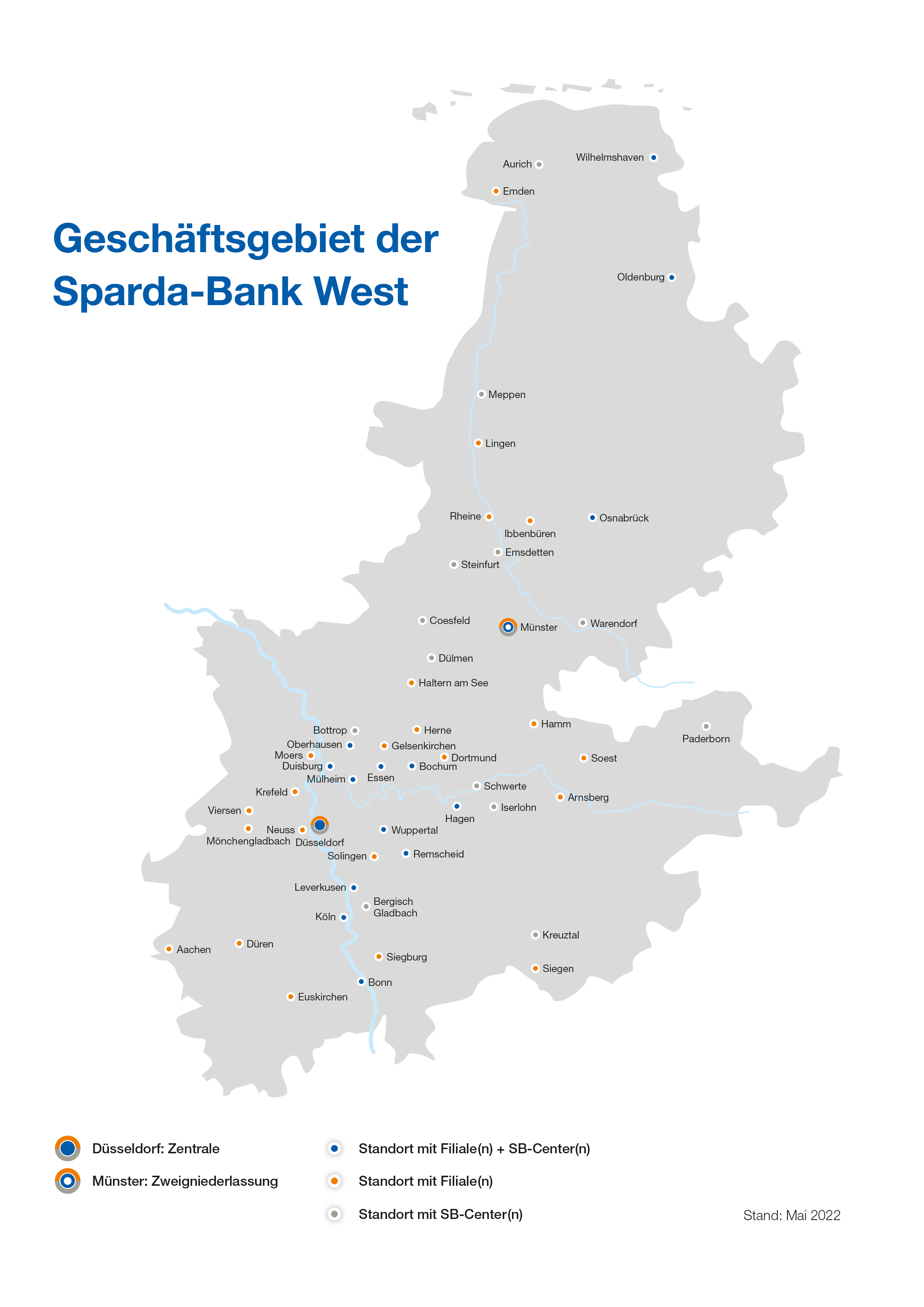
Geschäftsgebiet der Sparda-Bank West

Die Sparda-Bank West eG ist ein genossenschaftliches Kreditinstitut für Privatkunden mit Sitz in Düsseldorf, betreibt 42 Filialen (Stand Juni 2025) und Mitglied im Cashpool und BankCard-Servicenetz. Sie ist nach Bilanzsumme nach der Sparda-Bank Baden-Württemberg die zweitgrößte Sparda-Bank in Deutschland. Das Geschäftsgebiet umfasst fast ganz Nordrhein-Westfalen sowie weite Teile von Ems- und Ostfriesland.

## Geschichte
Am 22. Juli 1905 wurde in der Generalversammlung des Verbandes der Eisenbahnvereine des Direktionsbezirks Essen beschlossen, eine eigene Spar- und Darlehnskasse zu gründen. Am 20. August 1905 gründeten 22 Eisenbahner die Kreditgenossenschaft, die am 25. Oktober 1905 als „Spar- und Darlehnskasse des Bezirksverbandes der Staats-Eisenbahn-Beamten- und Arbeitervereine im Eisenbahndirektionsbezirk Essen (Ruhr) e.G.m.b.H.“ ins Genossenschaftsregister der Stadt Essen eingetragen wurde. Damit bildete die Essener Sparda-Bank das älteste Vorgängerinstitut der heutigen Sparda-Bank West. Ihren Hauptsitz hatte die Bank zu diesem Zeitpunkt in einem Gebäude der Eisenbahndirektion Essen am Bismarckplatz. Die Genossenschaftsbank wechselte mehrfach ihren Namen, wurde von Kunden vielfach nur „Sparda“ genannt. Im Zweiten Weltkrieg verlegte die Sparda Teile ihrer Büros nach Lippstadt, bevor nach Kriegsende der Kassenbetrieb in Essen nur beschränkt hochgefahren werden konnte. Zum Zeitpunkt der Währungsreform 1948 wies die Sparda Essen eine Bilanzsumme von rund 3 Mio. DM aus. 1950 änderte die Bank die Firmenbezeichnung in „Eisenbahn-Spar- und Darlehnskasse Essen eGmbH in Essen“. 1955 bezog die Sparda zu ihrem 50-jährigen Jubiläum Geschäftsräume in der Essen Kruppstraße 39. In den 1970er Jahren weitete die Sparda den Personenkreis der Mitglieder auf Beschäftigte im übrigen öffentlichen Dienst aus. Wachstumsbedingt zog die Sparda 1978 in einen Neubau an der Kruppstraße 41. Seit 1979 lautete die Firmenbezeichnung „Sparda-Bank Essen eG“. Das Geschäftsgebiet der Sparda-Bank Essen erstreckte sich im Jahr 1980 von Emmerich über das Ruhrgebiet bis nach Paderborn und bildete das kleinste Geschäftsgebiet, gleichzeitig verfügte die Sparda-Bank Essen mit 720 Mio. DM Aktiva über das höchste Geschäftsvolumen aller damals 16 Sparda-Banken. Die Bank unterhielt Zweigstellen in Dortmund, Duisburg und Bochum. Die Sparda-Bank West eG entstand 2002 aus der Fusion der bis dahin selbständigen Sparda-Banken in Essen (gegründet 1905), Wuppertal (gegründet 1907) und Köln (gegründet 1922). Im Jahr 2004 bezog das fusionierte Kreditinstitut die neue Zentrale am Finanzplatz Düsseldorf. Im Jahr 2018 wurde die Sparda-Bank Münster auf die Sparda-Bank West verschmolzen.

## Geschäftsprinzipien
Die Sparda-Bank West ist eine von elf deutschen genossenschaftlichen Sparda-Banken und Mitglied im Verband der Sparda-Banken. Auf Genossenschaftsanteile, bis zu 200 erwerbbar, wird eine jährlich neu festzulegende Dividende ausgezahlt. Das erste Girokonto war für Mitglieder bis zur Gebühreneinführung für die Girocard (heute 20,- Euro pro Jahr) im März 2016 kostenlos. Am 1. Juli 2018 führte die Bank neue Girokontomodelle ein, bei denen teilweise Kontoführungsgebühren berechnet wurden. Seit dem 1. April 2022 zahlen Kunden für das Giro Flex eine Kontoführungsgebühr von 6 Euro pro Monat, für das Giro Online eine Gebühr von 3 Euro pro Monat. Bei Nicht-Online-Zahlungsaufträgen wie Überweisungen, Umbuchungen und Einrichtung bzw. Änderung von Daueraufträgen fallen Gebühren in Höhe von 5 Euro pro Auftrag an.

## Vergleich mit anderen Banken
Die Sparda-Bank West belegte 2020 unter den 100 größten deutschen Kreditinstituten Rang 66.

## Bankleitzahl und Business Identifier Code
Auch nach der Fusion der Sparda-Banken Essen, Köln und Wuppertal im Jahr 2002 sowie der Fusion mit der Sparda-Bank Münster im Jahr 2018 verwendet die vereinigte Bank weiterhin alle vier Bankleitzahlen der Vorgängerinstitute. Eine einheitliche Bankleitzahl wurde bislang nicht eingeführt, so dass die Filialen der Sparda-Bank West weiterhin die Bankleitzahl entsprechend ihrer früheren Zugehörigkeit zu den Vorgängerbanken führen. Die Bankleitzahlen sowie die dazugehörigen BIC der Sparda-Bank West lauten:
| Bankleitzahl | Business Identifier Code | ehem. Sparda-Bank |
| ------------ | ------------------------ | ----------------- |
| 360 605 91   | GENODED1SPE              | Essen             |
| 370 605 90   | GENODED1SPK              | Köln              |
| 330 605 92   | GENODED1SPW              | Wuppertal         |
| 400 605 60   | GENODEF1S08              | Münster           |

## Vertreterversammlung
Die Satzung der Sparda-Bank West sieht in § 26c vor, dass alle fünf Jahre auf schriftlichem Weg in allen fünf Wahlbezirken in Form einer Listenwahl die Wahl der Vertreterversammlung stattfindet. Zuletzt fand diese Wahl im Februar und März 2023 statt. Von den 543.572 wahlberechtigten Mitgliedern stimmten dabei laut dem Kundenmagazin sparda aktuell (Heft 2/2023) 68.690 ab; das entspricht einer Beteiligung von rund 12,6 Prozent. Von den 58.871 gültigen Stimmen entfielen auf die vom Wahlausschuss vorgeschlagenen 302 Mitgliedervertreter sowie die 48 Ersatzvertreter 55.608 Ja-Stimmen.
Über die Vertreterversammlung und deren Aufgaben, Befugnisse etc. können sich die Wahlberechtigten in der Satzung der Sparda-Bank West unter „Punkt C Die Vertreterversammlung“ informieren. In der Satzung steht ebenfalls die Wahlordnung zur Vertreterversammlung. Sie beschreibt detailliert die Regelungen zum Abhalten der Wahl der Vertreter. Jedes Mitglied der Genossenschaftsbank kann sich bei der Sparda-Bank West für das Vertreteramt bewerben. Der Wahlausschuss prüft nach § 4 der Wahlordnung die Wählbarkeit des Bewerbers. Selbst innerhalb der Frist der öffentlichen Auslegung der Wahlvorschläge können laut § 8 der Wahlordnung weitere Vorschläge eingebracht werden. Grundsätzlich können die Wahlberechtigten von den gewählten Vertretern erwarten, dass diese die Rechte der Mitglieder in Angelegenheiten der Genossenschaft vertreten und dafür sorgen, dass diese bei den Leistungen und der Gestaltung der Genossenschaft gewahrt werden.
Bei der Wahl zur Vertreterversammlung erfahren die Wahlberechtigten jedoch zum Teil gar nicht, zum Teil nur durch schwer zugängliche Informationen (aber nicht durch die Wahlunterlagen),
- wie die bereits feststehende Einheitsliste mit den Namen der Bewerber zustande gekommen ist,

- unter welchen Umständen alle bzw. welche Bewerber gewählt werden,

- welche Positionen die Bewerber vertreten und für welche Interessen sie stehen.

Somit handelt es sich hier um eine Entscheidung aufgrund einer einzigen und unveränderbaren Liste, die keine Alternativen zulässt und in vielen Punkten intransparent ist. Die Wahlberechtigten können nicht einmal ansatzweise wissen, was sie mit ihrer Wahl bewirken. Die Statuten sagen auch nichts dazu, was im Fall einer erfolgreichen Wahlanfechtung geschieht.

## Girokonto kostenpflichtig
Die Sparda-Bank West darf ihr Girokonto nicht mehr als „kostenlos“ bewerben, da sie für die zugehörige Girocard im April 2016 ein jährliches Entgelt von 10 Euro eingeführt hat. Das entschied das Landgericht Düsseldorf mit Urteil vom 6. Januar 2017 (Aktenzeichen 38 O 68/16) auf Antrag der Wettbewerbszentrale. Die Sparda-Bank West hatte argumentiert, dass mittels einer Whitecard für den Geldautomaten am Schalter Geld abgehoben werden könne. Dies hielt das Gericht für irreführend, da ein Verbraucher davon ausgehe, mit einem Girokonto eine Girocard zu erhalten. Ohne eine Girocard sind Kontoauszugsdrucker und SB-Terminals nicht nutzbar.

## SpardaSpendenWahl
Die SpardaSpendenWahl ist ein jährlicher Förder-Wettbewerb der Sparda-Bank West, an dem Schulen aus dem Kerngeschäftsgebiet der Bank mit ihrem Projekt teilnehmen können. Dabei können die Schulen bis zu 6.000 € gewinnen.  Bei ihrer Bewerbung werden alle teilnehmenden Schulen in eine der vier Größenkategorien „sehr kleine Schulen“, „kleine Schulen“, „mittelgroße Schulen“ und „große Schulen“ eingeteilt. Je Größenkategorie findet eine eigene Abstimmung statt, in der jeweils die 50 Schulen, die nach Ende der Abstimmung die meisten Stimmen aufweisen, aus den Reinerträgen des Gewinnsparvereins bei der Sparda-Bank West e. V. mit insgesamt 100.000 Euro gefördert werden. Die Abstimmung erfolgt über SMS.

## SpardaLeuchtfeuer
Das SpardaLeuchtfeuer ist ein weiterer jährlicher Förderwettbewerb der Sparda-Bank West, der sich an gemeinnützig anerkannten Sportvereine aus dem Kerngeschäftsgebiet der Genossenschaftsbank richtet. Nach dem Ende der SMS-Abstimmung werden die 150 Sportvereine mit den meisten Stimmen mit insgesamt 250.000 Euro aus den Reinerträgen des Gewinnsparvereins bei der Sparda-Bank West e. V. gefördert. Die Höchstsumme beläuft sich auf 6.000 Euro für die 1. Platzierung.

## Schließung von Filialen
Bis 2022 sollen 43 von 82 Filialen geschlossen werden. Die Mitarbeiter wurden darüber im November 2019 auf einer Betriebsversammlung in Dortmund informiert.[veraltet] Zur Schließung von Filialen hatten vor allem die Bilanzen der vergangenen Zeit mit sehr geringen Überschüssen, hohen Zinsaufwendungen und niedrigen Zinserträgen beigetragen. Zur Schließung vieler Filialen erklärte Manfred Stevermann, der Vorstandsvorsitzende der Sparda-Bank West: „Aktuelle Analysen zeigen, dass unsere Kunden immer seltener eine Filiale besuchen und stattdessen andere Kontaktmöglichen bevorzugen. Als eine Genossenschaftsbank, die sich an den Bedürfnissen ihrer Mitglieder und Kunden orientiert, müssen wir darauf reagieren und unser Angebot an die Wünsche und Erwartungen unserer Kunden anpassen.“